# Coppa del mondo per club FIFA 2015
La coppa del mondo per club FIFA 2015 (in giapponese: FIFAクラブのワールドカップ 2015, FIFA kurabu no wārudokappu 2015?; in inglese: FIFA Club World Cup Japan 2015 presented by Alibaba E-Auto) è stata la 12ª edizione di questo torneo di calcio per squadre maschili di club organizzato dalla FIFA. Si è trattata della undicesima edizione da quando ha sostituito la Coppa Intercontinentale. Si è disputata in Giappone, dal 10 al 20 dicembre 2015 e per la prima volta dal 1980 (comprese le edizioni della Coppa Intercontinentale, ma esclusa l'edizione "pilota" del 2000) non è stata sponsorizzata dalla Toyota, ma dal colosso cinese dell'e-commerce Alibaba.

## Scelta del paese ospitante
Sono stati due i paesi a manifestare il proprio interesse per ospitare le edizioni 2015 e 2016 del torneo: Giappone e India.
L'India ha in seguito ritirato la propria candidatura, facendo sì che il Giappone tornasse ad ospitare il torneo.

## Formula
La formula del torneo è la stessa dall'edizione del 2008. Partecipano le sei vincitrici delle rispettive competizioni continentali, più la squadra campione nazionale del paese ospitante. Se una squadra del paese ospitante vince il proprio trofeo continentale, al posto dei campioni nazionali partecipa la finalista della competizione internazionale relativa, visto il divieto di partecipazione per più squadre dello stesso paese.
I campioni nazionali del paese organizzatore devono sfidare i rappresentanti dell'Oceania in un turno preliminare, la cui vincente si aggrega alle detentrici dei titoli di Africa, Asia e Centro-Nord America. Le vincenti di questi scontri sfidano in semifinale le vincitrici della UEFA Champions League o della Coppa Libertadores. Oltre la finale per il titolo si disputano gli incontri per il terzo e il quinto posto.

## Stadi
| Osaka                        | Osaka Yokohama | Yokohama                       |
| ---------------------------- | -------------- | ------------------------------ |
| Stadio Nagai                 | Osaka Yokohama | International Stadium Yokohama |
| 34°36′50.83″N 135°31′06.42″E | Osaka Yokohama | 35°30′35″N 139°36′20″E         |
| Capacità: 47,816             | Osaka Yokohama | Capacità: 72,327               |
|                              | Osaka Yokohama |                                |

## Squadre partecipanti
| Squadra             | Data di qualificazione | Confederazione | Qualificata in quanto                        | Partecipazioni       |
| ------------------- | ---------------------- | -------------- | -------------------------------------------- | -------------------- |
| Auckland City       | 26 aprile 2015         | OFC            | Campione OFC Champions League 2014-2015      | 7ª (Ultima nel 2014) |
| América             | 29 aprile 2015         | CONCACAF       | Campione CONCACAF Champions League 2014-2015 | 2ª (Ultima nel 2006) |
| Barcellona          | 6 giugno 2015          | UEFA           | Campione UEFA Champions League 2014-2015     | 4ª (Ultima nel 2011) |
| River Plate         | 5 agosto 2015          | CONMEBOL       | Campione Coppa Libertadores 2015             | 1ª                   |
| TP Mazembe          | 8 novembre 2015        | CAF            | Campione CAF Champions League 2015           | 3ª (Ultima nel 2010) |
| Guangzhou E.        | 21 novembre 2015       | AFC            | Campione AFC Champions League 2015           | 2ª (Ultima nel 2013) |
| Sanfrecce Hiroshima | 5 dicembre 2015        | AFC            | Campione 2015 del Giappone, paese ospitante  | 2ª (Ultima nel 2012) |

## Arbitri
La FIFA ha selezionato un arbitro per ogni confederazione più uno di riserva.
AFC
- Alireza Faghani

CAF
- Sidi Alioum

CONCACAF
- Joel Aguilar

CONMEBOL
- Wilmar Roldán

OFC
- Matthew Conger

UEFA
- Jonas Eriksson

Riserva
- Ryuji Sato

## Risultati

### Tabellone
Il sorteggio del tabellone è stato svolto il 23 settembre 2015 presso la sede della FIFA.
|  | Primo turno   | Primo turno                  |                              |         | Secondo turno | Secondo turno |                             |                             | Semifinali | Semifinali |  |  | Finale | Finale |
|  |               |                              |                              |         |               |               |                             |                             |            |            |  |  |        |        |
|  | Sanfrecce     | 2                            |                              |         |               |               |                             |                             |            |            |  |  |        |        |
|  | Sanfrecce     | 2                            |                              |         |               |               |                             |                             |            |            |  |  |        |        |
|  | Auckland City | 0                            |                              |         | Sanfrecce     | 3             |                             |                             |            |            |  |  |        |        |
|  | Auckland City | 0                            |                              |         | Sanfrecce     | 3             |                             |                             |            |            |  |  |        |        |
|  |               |                              |                              |         | TP Mazembe    | 0             |                             |                             |            |            |  |  |        |        |
|  | Sanfrecce     | 0                            |                              |         | TP Mazembe    | 0             |                             |                             |            |            |  |  |        |        |
|  | Sanfrecce     | 0                            |                              |         |               |               |                             |                             |            |            |  |  |        |        |
|  |               |                              | River Plate                  | 1       |               |               |                             |                             |            |            |  |  |        |        |
|  |               |                              | River Plate                  | 1       |               |               |                             |                             |            |            |  |  |        |        |
|  |               |                              |                              |         |               |               |                             |                             |            |            |  |  |        |        |
|  |               |                              |                              |         |               |               |                             |                             |            |            |  |  |        |        |
|  | River Plate   | 0                            |                              |         |               |               |                             |                             |            |            |  |  |        |        |
|  | River Plate   | 0                            |                              |         |               |               |                             |                             |            |            |  |  |        |        |
|  |               | Barcellona                   | 3                            |         |               |               |                             |                             |            |            |  |  |        |        |
|  |               |                              | 3                            | América | 1             |               |                             |                             |            |            |  |  |        |        |
|  |               |                              |                              |         |               |               |                             |                             |            |            |  |  |        |        |
|  |               | Guangzhou                    | 2                            |         |               |               |                             |                             |            |            |  |  |        |        |
|  | Guangzhou     | Guangzhou                    | 2                            | 0       |               |               |                             |                             |            |            |  |  |        |        |
|  | Guangzhou     | Incontro per il quinto posto | Incontro per il quinto posto | 0       |               |               | Incontro per il terzo posto | Incontro per il terzo posto |            |            |  |  |        |        |
|  |               | Incontro per il quinto posto | Incontro per il quinto posto |         | Barcellona    | 3             | Incontro per il terzo posto | Incontro per il terzo posto |            |            |  |  |        |        |
|  | TP Mazembe    | 1                            | Sanfrecce                    | 2       | Barcellona    | 3             |                             |                             |            |            |  |  |        |        |
|  | TP Mazembe    | 1                            | Sanfrecce                    | 2       |               |               |                             |                             |            |            |  |  |        |        |
|  | América       | 2                            | Guangzhou                    | 1       |               |               |                             |                             |            |            |  |  |        |        |
|  | América       | 2                            | Guangzhou                    | 1       |               |               |                             |                             |            |            |  |  |        |        |
|  |               |                              |                              |         |               |               |                             |                             |            |            |  |  |        |        |

### Play-off per i quarti di finale
| Arbitro: | Alioum |

|                          |           |  |
| Minagawa 8’ Shiotani 69’ | Marcatori |  |

### Quarti di finale
| Arbitro: | Eriksson |

|             |           |                          |
| Peralta 55’ | Marcatori | 80’ Zheng 90+3’ Paulinho |

| Arbitro: | Roldán |

|  |           |                                  |
|  | Marcatori | 44’ Shiotani 56’ Chiba 78’ Asano |

### Incontro per il quinto posto
| Arbitro: | Faghani |

|                          |           |            |
| Benedetto 19’ Zúñiga 28’ | Marcatori | 43’ Kalaba |

### Semifinali
| Arbitro: | Eriksson |

|  |           |            |
|  | Marcatori | 73’ Alario |

| Arbitro: | Aguilar |

|  |           |                             |
|  | Marcatori | 39’, 50’, 67’ (rig.) Suárez |

### Incontro per il terzo posto
| Arbitro: | Conger |

|                  |           |             |
| Douglas 70’, 83’ | Marcatori | 8’ Paulinho |

### Finale
| Arbitro: | Faghani |

|  |           |                           |
|  | Marcatori | 37’ Messi 49’, 68’ Suárez |

## Classifica finale
| Pos. | Squadra             | Confederazione |
| ---- | ------------------- | -------------- |
| 1    | Barcellona          | UEFA           |
| 2    | River Plate         | CONMEBOL       |
| 3    | Sanfrecce Hiroshima | AFC            |
| 4    | Guangzhou E.        | AFC            |
| 5    | América             | CONCACAF       |
| 6    | TP Mazembe          | CAF            |
| 7    | Auckland City       | OFC            |

## Classifica marcatori
| Gol | Rigori |  | Giocatore        | Squadra             |
| --- | ------ |  | ---------------- | ------------------- |
| 5   | 1      |  | Luis Suárez      | Barcellona          |
| 2   |        |  | Paulinho         | Guangzhou E.        |
| 2   |        |  | Douglas          | Sanfrecce Hiroshima |
| 2   |        |  | Tsukasa Shiotani | Sanfrecce Hiroshima |
| 1   |        |  | Darío Benedetto  | América             |
| 1   |        |  | Oribe Peralta    | América             |
| 1   |        |  | Martín Zúñiga    | América             |
| 1   |        |  | Lionel Messi     | Barcellona          |
| 1   |        |  | Zheng Long       | Guangzhou E.        |
| 1   |        |  | Rainford Kalaba  | TP Mazembe          |
| 1   |        |  | Lucas Alario     | River Plate         |
| 1   |        |  | Takuma Asano     | Sanfrecce Hiroshima |
| 1   |        |  | Kazuhiko Chiba   | Sanfrecce Hiroshima |
| 1   |        |  | Yūsuke Minagawa  | Sanfrecce Hiroshima |